# Diavoli Vicenza 2010-2011
Questa pagina raccoglie i dati riguardanti i Diavoli Vicenza nelle competizioni ufficiali della stagione 2010-2011.

## Stagione
I Diavoli iniziano la stagione con un cambio in panchina: Andrea Bellinaso, vice-allenatore da due anni, sostituisce Angelo Roffo.
I nuovi acquisti per i Diavoli riguardano due giovani attaccanti, Fabio Gamba e Marco Grigoletto entrambi giocatori dell'Hockey Club Aquile Bassano (serie B).
A lasciare i Diavoli sono invece il portiere Stefano Antinori, che dopo un anno torna all'Hockey Club Monleale Sportleale, sua squadra d'origine, il difensore Eisenstecken Matthias e gli attaccanti Enrico Chelodi e Armando Chelodi. Parte anche Massimo Stevanoni, che per un anno giocherà per i Lions Arezzo Hockey Club, così il nuovo capitano dei Diavoli è Luca Roffo.
L'avventura in Coppa Italia dei Diavoli finisce presto, ai quarti di finale, eliminati dai Pirati Civitavecchia, che poi vinceranno la Coppa Italia.
Il rendimento in campionato dei Diavoli non è costante, risultati positivi si alternano a risultati negativi. Nell'ultima parte della stagione regolare deve giocarsi con Asiago Vipers e A.S.D. Cittadella Hockey la possibilità di entrare nei play-off scudetto, riuscendo a terminare al settimo posto.
I Diavoli chiudono la stagione ai quarti di finale dei play off scudetto, sconfitti dai Ghosts Hockey Team Padova, formazione accreditata per il titolo.
La società vicentina riesce a raggiungere un ambito traguardo nonostante le difficoltà di risorse, grazie allo sforzo di giocatori, allenatore e dirigenti, e grazie all'attaccamento per la maglia.

## Organigramma societario
Dal sito internet ufficiale della società.
Area direttiva
- Presidente: Stefano Costa
- Presidente Onorario: Cav. Lino Dori
- Vice Presidenti: Mario Bellinaso
- Responsabile Amministrativo: Maurizio Scaggiari

Area organizzativa
- Direttore sportivo: Mario Bellinaso
- Team leader: Marco A. Ferrari

Area comunicazione
- Addetto stampa: Sabrina Nicoli

Serie A1
- Allenatore: Andrea Bellinaso
- Allenatori in seconda: Bogdan Jordachiou

Serie B
- Responsabile serie B: Matteo Zarantonello
- Allenatore: Nicola De Simoni

Settore Giovanile
- Responsabile settore giovanile: Carlo Formaggio, Stefano De Lorenzi, Diego Peretti
- Allenatore: Bogdan Jordachiou

## Serie A1

### Hockeymercato

#### Sessione estiva
| Acquisti | Acquisti         | Acquisti                             |
| Ruolo    | Nome             | da                                   |
| -------- | ---------------- | ------------------------------------ |
| A        | Marco Grigoletto | Hockey Club Aquile Bassano (serie B) |
| A        | Fabio Gamba      | Hockey Club Aquile Bassano (serie B) |

| Cessioni e prestiti | Cessioni e prestiti   | Cessioni e prestiti             | Cessioni e prestiti |
| Ruolo               | Nome                  | a                               |                     |
| ------------------- | --------------------- | ------------------------------- | ------------------- |
| P                   | Stefano Antinori      | Hockey Club Monleale Sportleale |                     |
| D                   | Eisenstecken Matthias | Hockey Club Milano 24           |                     |
| A                   | Massimo Stevanoni     | Lions Arezzo Hockey Club        |                     |
| A                   | Enrico Chelodi        | Hockey Club Milano 24           |                     |
| A                   | Armando Chelodi       | fine carriera                   |                     |

### Rosa
| #  | Ruolo      | Naz.              | Nome e Cognome                  |
| -- | ---------- | ----------------- | ------------------------------- |
| 1  | Portiere   | Italia (bandiera) | Daminano Guglielmi              |
| 20 | Portiere   | Italia (bandiera) | Jacopo Costa                    |
| 29 | Portiere   | Italia (bandiera) | Marco Pesavento                 |
| 2  | Difensore  | Italia (bandiera) | Antonio Bellinaso vice capitano |
| 6  | Difensore  | Italia (bandiera) | Fabio Testa                     |
| 10 | Difensore  | Italia (bandiera) | Michele Valbusa                 |
| 14 | Difensore  | Italia (bandiera) | Michael Corradin vice capitano  |
| 15 | Difensore  | Italia (bandiera) | Mattia Betello                  |
| 17 | Difensore  | Italia (bandiera) | Fabio Dalle Ave                 |
| 11 | Attaccante | Italia (bandiera) | Filippo Pozzan                  |
| 13 | Attaccante | Italia (bandiera) | Simone Rigoni                   |
| 16 | Attaccante | Italia (bandiera) | Fabio Gamba                     |
| 18 | Attaccante | Italia (bandiera) | Stefano Testa                   |
| 19 | Attaccante | Italia (bandiera) | Marco Grigoletto                |
| 23 | Attaccante | Italia (bandiera) | Luca Roffo Capitano             |
| 34 | Attaccante | Italia (bandiera) | Fabrizio Maran                  |
| 44 | Attaccante | Italia (bandiera) | Giacomo Zazzaron                |
| 91 | Difensore  | Italia (bandiera) | Michele Ciresa                  |

### Coppa Italia

#### Quarti di finale
| Arbitro: | Gufler, Fumagalli |

|                                                                |           |                                                                                              |
| Bellinaso A. 6.36 Roffo L. 24.59 Roffo L. 39.16 Roffo L. 42.33 | Marcatori | 1.27 Campbell 2.19 Simunek 3.58 Doran 12.25 Simunek 16.35 Cocino 34.17 Campbell 49.25 Kucera |

### Campionato
| Giornata | Data             | Partita                                           | Risultato | Marcatori |
| -------- | ---------------- | ------------------------------------------------- | --------- | --- |
| 1        | 9 ottobre 2010   | Hockey Club Milano 24 - Diavoli Vicenza           | 6 - 3     | 1.46' Bellinaso A. (VI), 3.18' Bortot (MI), 7.12 Tessari (MI), 10.36' Banchero (MI), 25.00' Testa F. (VI),31.52' Zagni (MI), 35.05' Zagni (MI), 41.54' Testa F. (VI), 49.39' Bortot (MI) |
| 2        | 16 ottobre 2010  | Diavoli Vicenza - Hockey Club Monleale Sportleale | 6 - 4     | 6.22' Roffo L. (VI), 13.14' Ferrari (MO), 16.16' Crivellari (MO), 29.14' Roffo L. (VI), 37.16' Corradin M. (VI), 39.11' Roffo L. (VI), 43.57' Succetti (MO), 45.40' Faravelli (MO), 47.21' Roffo L. (VI), 49.39' Roffo L. (VI) |
| 3        | 23 ottobre 2010  | Asiago Vipers - Diavoli Vicenza                   | 7 - 3     | 4.57' Rossi (AS), 8.18' Rigoni S. (VI), 9.54' Testa F. (VI), 20.17' Stella S. (AS), 20.30' Longhini (AS), 25.43' Sartori (AS), 27.05' Petrone (AS), 38.40' Corradin M. (VI), 39.16' Longhini (AS), 47.54' Dalle Ave (AS) |
| 5        | 6 novembre 2010  | Edera Trieste - Diavoli Vicenza                   | 5 - 0     | 14.53' Kos (TS), 24.48' Krivic (TS), 27.15' Zerdin (TS), 34.45' Zerdin (TS), 36.04' Mariotti (TS) |
| 4        | 9 novembre 2010  | Diavoli Vicenza - Pirati Civitavecchia            | 5 - 4     | 8.43' Rigoni S. (VI), 9.15' Corradin M. (VI), 16.57' Simunek (CI), 27.10' Doran (CI), 30.55' Testa F. (VI), 34.23' Campbell (CI), 43.21' Roffo L. (VI), 43.36' Ottino (CI), 44.02' Corradin M. (VI) |
| 6        | 13 novembre 2010 | Diavoli Vicenza - A.S.D. Cittadella Hockey        | 9 - 5     | 0.14' Roffo L. (VI), 7.37' Testa F. (VI), 13.14' Rigoni S. (VI), 14.15' Valbusa M. (VI), 15.49' Zanetti (CI), 17.16' Basso (CI), 21.28' Roffo L. (VI), 23.59' Rigoni S. (VI), 24.42' Basso (CI), 27.58' Valbusa M. (VI), 33.10' Basso (CI), 38.13' Roffo L. (VI), 41.30' Valbusa M. (VI), 41.42' Tombolan (CI)                                                                             |
| 7        | 20 novembre 2010 | Diavoli Vicenza - Lions Arezzo Hockey Club        | 6 - 6     | 0.25' Naghtigal R. (AR), 7.19' Roffo L. (VI), 13.38' Rigoni S. (VI), 18.09' Roffo L. (VI), 26.16' Naghtigal R. (AR), 32.32' Maran F. (VI), 35.51' Stevanoni (AR), 37.09' Roffo L. (VI), 38.24' Testa F. (VI), 40.37' Stevanoni (AR), 44.28' Naghtigal R. (AR), 45.01' Di Fabio (AR) |
| 8        | 27 novembre 2010 | Polet Trieste - Diavoli Vicenza                   | 6 - 7     | 2.57' Battisti (TS), 4.41' Roffo L. (VI), 4.51' Fajdiga (TS), 18.17' Battisti (TS), 25.38' Roffo L. (VI), 30.05' Testa F. (VI), 30.24' Ferjanič (TS), 40.15' Valbusa M. (VI), 42.17' Sironich (TS), 42.58' Fajdiga (TS), 43.29' Roffo L. (VI), 45.12' Valbusa M. (VI), 48.08' Roffo L. (VI)                                                                                                |
| 9        | 4 dicembre 2010  | Riposo                                            |           | |
| 10       | 18 dicembre 2010 | Ferrara Hockey - Diavoli Vicenza                  | 9 - 3     | 0.07' Rigoni S. (VI), 5.11' Campanaro (FE), 12.01' Giacché (FE), 24.27' Campanaro (FE), 27.28' Corradin M. (VI), 28.33' Sommadossi (FE), 34.05' Campanaro (FE), 34.25' Sommadossi (FE), 40.23' Corradin M. (VI), 41.32' Alberti F. (FE), 42.39' Youmans (FE), 46.22' Giacché (FE) |
| 11       | 11 gennaio 2011  | Diavoli Vicenza - Ghosts Hockey Team Padova       | 5 - 7     | 6.18' Mantese (PD), 10.17' Mosele (PD), 17.44' Rigoni S. (VI), 25.42' Comencini (PD), 35.36' Comencini (PD), 35.52' Grigoletto M. (VI), 38.10' Mosele (PD), 44.16' Mantese (PD), 45.54' Mosele (PD), 47.20' Testa S. (VI), 48.48' Valbusa M. (VI), 49.35' Corradin M. (VI) |
| 12       | 15 gennaio 2011  | Diavoli Vicenza - Hockey Club Milano 24           | 6 -12     | 1.30' Testa S. (VI), 1.56' De Luca (MI), 8.02' Zagni (MI), 14.54' Zagni (MI), 17.54' De Luca (MI), 19.33' Zagni (MI), 29.52' Banchero (MI), 32.32' Zagni (MI), 33.36' De Luca (MI), 34.22' De Luca (MI), 41.02' Rigoni S. (VI), 41.46' Corradin M. (VI), 42.51' Rigoni S. (VI), 45.35' Zagni (MI), 46.16' Rigoni S. (VI), 46.21' Zagni (MI), 47.47' Banchero (MI), 49.50' Corradin M. (VI) |
| 13       | 22 gennaio 2011  | Hockey Club Monleale Sportleale - Diavoli Vicenza | 3 - 3     | 4.17' Maran F. (VI), 13.54' Bartheldy (MO), 14.46' Crivellari (MO), 21.26' Roffo L. (VI), 36.54' Rigoni S. (VI), 47.16' Succetti (MO) |
| 14       | 29 gennaio 2011  | Diavoli Vicenza - Asiago Vipers                   | 8 - 5     | 2.41' Corradin M. (VI), 6.32' Rigoni S. (VI), 10.29' Corradin M. (VI), 11.41' Longhini (AS), 14.55' Pertile (AS), 16.16' Tessari F. (AS), 19.57' Roffo L. (VI), 30.40' Grigoletto M. (VI), 31.32' Rossi (AS), 37.23' Maran F. (VI), 39.57' Rigoni S. (AS), 43.37' Testa F. (VI), 49.54' Roffo L. (VI)                                                                                      |
| 15       | 5 febbraio 2011  | Pirati Civitavecchia - Diavoli Vicenza            | 9 - 4     | 2.11' Kucera (CI), 4.12' Corradin M. (VI), 6.45' Kucera (CI), 9,33' Kucera (CI), 10.20' Roffo L. (VI), 13.07' Ottino (CI), 17.44' Cocino (CI), 22.47' Kucera (CI), 24.44' Corradin M. (VI), 31.00' Kucera (CI), 36.40' Grigoletto M. (VI), 42.28' Kucera (CI), 45.16' Simunek (CI) |
| 16       | 12 febbraio 2011 | Diavoli Vicenza - Edera Trieste                   | 5 - 8     | 04.55' Roffo L. (VI), 06.57' Corradin M. (VI), 09.09' Simsic (TS), 11.22' Krivic (TS), 13.34' Rigoni S. (VI), 16.33' Simsic (TS), 16.57' Klenk (TS), 22.55' Rigoni S. (VI), 23.51' Klenk (TS), 24.51' Zerdin (TS), 29.32' Roffo L. (VI), 49.10' Kos (TS), 49.25' Klenk (TS) |
| 17       | 19 febbraio 2011 | A.S.D. Cittadella Hockey - Diavoli Vicenza        | 5 - 3     | 5.28' Kelly Spain (CI), 8.57' Steiner (CI), 19.03' Testa F. (VI), 30.41' Steiner (CI), 37.28' Valbusa M. (VI), 37.42' Tessari (CI), 42.43' Roffo L. (VI), 45.16' Kelly Spain (CI) |
| 18       | 26 febbraio 2011 | Lions Arezzo Hockey Club - Diavoli Vicenza        | 10 - 4    | 7.23' Roffo L. (VI), 9.53' Nahtigal R. (AR), 11.59' Nahtigal S. (AR), 12.39' Nahtigal S. (AR), 14.12' Di Fabio (AR), 17.17' Stevanoni (AR), 17.41' Montanari (AR), 23.06' Testa F. (VI), 26.01' Di Fabio (AR), 27.02' Corradin M. (VI), 33,.29' Nahtigal R. (AR), 35.28' Nahtigal S. (AR), 37.09' Stevanoni (AR), 40.07' Roffo L. (VI)                                                     |
| 19       | 5 marzo 2011     | Diavoli Vicenza - Polet Trieste                   | 12 - 4    | 1.10' Valbusa M. (VI), 3.19' Roffo L. (VI), 8.02' Gamba F. (VI), 8.45' Roffo L. (VI), 9.09' Testa S. (VI), 9.40' Rigoni S. (VI), 10.02' Cavalieri (TS), 15.37' Testa F. (VI), 18.47' De Iaco (TS), 23.59' Bellinaso A. (VI), 27.08' Ferjanic (TS), 33.59' Valbusa M. (VI), 34.11' Ferjanic (TS), 45.05' Pozzan F. (VI), 49.11' Testa F. (VI), 49.34' Rigoni S. (VI)                        |
| 20       | 12 marzo 2011    | Riposo                                            |           | |
| 21       | 19 marzo 2011    | Diavoli Vicenza - Ferrara Hockey                  | 4 - 5     | 5.54' Corradin M. (VI), 12.07' Youmans (FE), 23.51' Youmans (FE), 26.05' Maran F. (VI), 26.45' Campanaro (FE), 31.54' Youmans (FE), 36.26' Pozzan F. (VI), 40.29' Bellinaso A. (VI), 41.46' Adami (FE) |
| 22       | 26 marzo 2011    | Ghosts Hockey Team Padova - Diavoli Vicenza       | 9 - 7     | 0.33' Mosele (PD), 4.12' Frigo (PD), 6.25' Mantese (PD), 8.29' Comencini (PD), 11.48' Mosele (PD), 16.01' Valbusa M. (VI), 17.12' Comencini (PD), 20.30' Mantese (PD), 22.02' Ciresa M. (VI), 26.53' Pozzan F. (VI), 28.31' Ciresa M. (VI), 35.40' Ciresa M. (VI), 37.03' Corradin M. (VI), 40.14' Roffo L. (VI), 44.49' Mantese (PD), 49.39' Mosele (PD)                                  |

### Play-off

#### Quarti di finale
| Arbitro: | Grandini, Colcuc |

| |           | |
| Testa F. 8.01' Valbusa M. 9.31' Ciresa M. 14.28'(PP) Ciresa M. 17.26' (PP) Corradin M. 35.17' (PP) | Marcatori | 15.32' Mantese (PD) 20.03' (PP) Mantese (PD) 23.51' Mosele (PD) 37.30' (PP) Frigo (PD) 39.39' Mosele (PD) 40.03' Frigo (PD) 41.22' Rigoni F. (PD) 45.24' (PP) Mantese (PD) |

| Arbitro: | Fumagalli, Surina |

|                                                                                          |           |                                                    |
| Mosele (PD) 5.43' Mosele (PD) 10.28' (PP) Mantese (PD) 24.33' (PP) Comencini (PD) 41.39' | Marcatori | 38,50 Valbusa M. 45.38' Rigoni S. 48.17' Ciresa M. |

### Statistiche

#### Statistiche di squadra
| Competizione | Punti | In casa | In casa | In casa | In casa | In casa | In casa | In trasferta | In trasferta | In trasferta | In trasferta | In trasferta | In trasferta | Totale | Totale | Totale | Totale | Totale | Totale | Totale |
| Competizione | Punti | G       | V       | N       | P       | Gf      | Gs      | G            | V            | N            | P            | Gf           | Gs           | G      | V      | N      | P      | Gf     | Gs     | DG     |
| ------------ | ----- | ------- | ------- | ------- | ------- | ------- | ------- | ------------ | ------------ | ------------ | ------------ | ------------ | ------------ | ------ | ------ | ------ | ------ | ------ | ------ | ------ |
| Coppa Italia |       | 1       | 0       | 0       | 1       | 4       | 7       | -            | -            | -            | -            | -            | -            | 1      | 0      | 0      | 1      | 4      | 7      | -3     |
| Campionato   | 20    | 10      | 5       | 1       | 4       | 66      | 60      | 10           | 1            | 1            | 8            | 37           | 69           | 20     | 6      | 12     | 2      | 103    | 129    | -26    |
| Play-Off     |       | 1       | 0       | 0       | 1       | 5       | 8       | 1            | 0            | 0            | 1            | 3            | 4            | 2      | 0      | 0      | 2      | 8      | 12     | -4     |
| Totale       |       | 12      | 5       | 1       | 6       | 75      | 75      | 11           | 1            | 1            | 9            | 40           | 73           | 23     | 6      | 12     | 5      | 115    | 148    | -33    |

#### Classifica marcatori stagionali
| Giocatore     | Ruolo      | Coppa Italia | Coppa Italia | Coppa Italia | Campionato | Campionato | Campionato | Play Off | Play Off | Play Off | Totale | Totale | Totale |
| Giocatore     | Ruolo      | Pres         | Gol          | Pen          | Pres       | Gol        | Pen        | Pres     | Gol      | Pen      | Pres   | Gol    | Pen    |
| ------------- | ---------- | ------------ | ------------ | ------------ | ---------- | ---------- | ---------- | -------- | -------- | -------- | ------ | ------ | ------ |
| Roffo L.      | Attaccante | 1            | 3            | -            | 19         | 28         | 52         | 2        | -        | -        | 22     | 31     | 52     |
| Rigoni S.     | Attaccante | 1            | -            | -            | 20         | 17         | 32         | 2        | 1        | -        | 23     | 18     | 32     |
| Corradin M.   | Difensore  | 1            | -            | -            | 20         | 17         | 54         | 2        | 1        | -        | 23     | 18     | 54     |
| Valbusa M.    | Difensore  | -            | -            | -            | 16         | 11         | 22         | 2        | 2        | -        | 18     | 13     | 22     |
| Testa F.      | Difensore  | -            | -            | -            | 17         | 12         | 38         | 2        | 1        | -        | 19     | 13     | 38     |
| Ciresa M.     | Attaccante | -            | -            | -            | 1          | 3          |            | 2        | 3        | -        | 3      | 6      | 0      |
| Testa S.      | Attaccante | 1            | -            | -            | 19         | 5          | 16         | 2        | -        | -        | 22     | 5      | 16     |
| Bellinaso A.  | Difensore  | 1            | 1            | -            | 20         | 3          | 20         | 2        | -        | -        | 23     | 4      | 20     |
| Maran F.      | Attaccante | 1            | -            | -            | 20         | 4          | 18         | 2        | -        | -        | 23     | 4      | 18     |
| Pozzan F.     | Attaccante | -            | -            | -            | 17         | 3          | 2          | 2        | -        | -        | 19     | 3      | 2      |
| Grigoletto M. | Attaccante | -            | -            | -            | 20         | 3          | 14         | 2        | -        | -        | 22     | 3      | 14     |
| Gamba F.      | Attaccante | 1            | -            | -            | 20         | 1          | 4          | 2        | -        | -        | 23     | 1      | 4      |
| Attaccanti    | -          | 1            | 3            | 0            | 20         | 64         | 142        | 2        | 4        | 0        | 23     | 71     | 142    |
| Difensori     | -          | 1            | 1            | 0            | 20         | 43         | 148        | 2        | 4        | 0        | 23     | 48     | 148    |
| Totale        | -          | 1            | 4            | 0            | 20         | 107        | 290        | 2        | 8        | 0        | 23     | 119    | 290    |

#### Statistiche portieri stagionali
| Giocatore    | Ruolo | Coppa Italia | Coppa Italia | Coppa Italia | Campionato | Campionato | Campionato | Play Off | Play Off | Play Off | Totale | Totale | Totale |
| Giocatore    | Ruolo | Pres         | Gol          | Pen          | Media      | Gol        | Pen        | Media    | Gol      | Esp      | Media  | Gol    | Media  |
| ------------ | ----- | ------------ | ------------ | ------------ | ---------- | ---------- | ---------- | -------- | -------- | -------- | ------ | ------ | ------ |
| Costa J.     | P     | -            | -            | -            | 45         | 4          | 4          | -        | -        | -        | 45     | 4      | 4      |
| Pesavento M. | P     | 50           | 7            | 7            | 989        | 120        | 6,07       | 100      | 12       | 6        | 1139   | 139    | 6,10   |
| Guglielmi D. | P     | -            | -            | -            | 14         | 4          | 4          | -        | -        | -        | 14     | 4      | 4      |

## Serie B
- Campionato Nazionale 2010-2011: 3º posto.